# لويز غوستافو
لويز غوستافو (بالبرتغالية: Luiz Gustavo Silva de Aviz) هو لاعب كرة قدم برازيلي في مركز الهجوم، ولد في 23 فبراير 1972 في بيلو هوريزونتي في البرازيل. شارك مع منتخب البرازيل تحت 20 سنة لكرة القدم. أما مع النوادي، فقد لعب مع نادي إنترناسيونال ونادي برازيل دي بيلوتاس ونادي بنفيكا ونادي بيلينينسش ونادي جوينفيل ونادي فلومينينسي ونادي فيتوريا ونادي كروزيرو ونادي موجي ميريم ونادي نوفو هامبورغو.

## وصلات خارجية
- لويز غوستافو على موقع قاعدة بيانات كرة القدم.إي يو (الإنجليزية)
- لويز غوستافو على موقع عالم كرة القدم.نت (الإنجليزية)